# روبرتو مولينا
روبرتو مولينا (بالإسبانية: Roberto Molina)‏ (28 أكتوبر 1971 في الأرجنتين - ) هو لاعب كرة قدم أرجنتيني في مركز الوسط. شارك مع منتخب الأرجنتين تحت 20 سنة لكرة القدم ومنتخب الأرجنتين لكرة القدم. أما مع النوادي، فقد لعب مع أتلانتي إف سي والجامعي دي بيرو وإنديبندينتي وبرشلونة جواياكويل وروزاريو سنترال وفيرو كاريل أويستي ونادي أمريكا ونادي بويبلا ونادي راسينغ وتيبورونيس روخوس دي فيراكروز وطوروس نيزا.

## وصلات خارجية
- روبرتو مولينا على موقع الاتحاد الدولي (مؤرشف)  (الإنجليزية)
- روبرتو مولينا على موقع قاعدة بيانات كرة القدم.إي يو (الإنجليزية)